# Gal Glivar
Gal Glivar (* 1. Mai 2002 in Novo Mesto) ist ein slowenischer Radrennfahrer. Er folgte dabei seinem Vater Srečko Glivar nach.

## Sportlicher Werdegang
Als Junior wurde Glivar in den Jahren 2019 und 2020 slowenischer Meister im Einzelzeitfahren.
Mit dem Wechsel in die U23 wurde Glivar zur Saison 2021 Mitglied im slowenischen UCI Continental Team Adria Mobil. Nachdem er die ersten beiden Jahre ohne zählbare Erfolge geblieben war, gewann er im April 2023 bei Carpathian Couriers Race zwei Etappen und legte damit auch den Grundstein für den Gewinn der Gesamtwertung und der Punktewertung. Einen Monat später sicherte er sich beim Orlen Nations Grand Prix im Rahmen des UCI Nations’ Cup U23 den Gewinn der Gesamtwertung, indem er mit dem zweiten Platz auf der letzten Etappe noch die Gesamtführung übernahm.
Bei einem Ausflug auf die Bahn wurde Glivar 2021 slowenischer Meister in der Mannschaftsverfolgung sowie jeweils Vizemeister im Omnium und Ausscheidungsfahren.
In der zweiten Saisonhälfte 2023 erhielt Glivar die Möglichkeit, als Stagiaire für das UAE Team Emirates zu fahren. Zur Saison 2024 wurde er zunächst in das neu aufgestellte Developmentteam UAE Team Emirates Gen Z übernommen und gewann das Zeitfahren der Sharjah Tour und legte somit den Grundstein für seinen Gesamtsieg. Mit dem Gewinn des Giro del Belvedere, einem zweiten Etappenrang bei der Tour de l’Avenir und dem dritten Platz beim U23-Rennen von Lüttich–Bastogne–Lüttich erzielte er im Verlauf der Saison weitere Spitzenplatzierungen.
Zur Saison 2025 erhielt Glivar einen Profivertrag beim UCI WorldTeam Alpecin-Deceuninck.

## Erfolge

### Straße
2019
- Slowenischer Meister – Einzelzeitfahren (Junioren)

2020
- Slowenischer Meister – Einzelzeitfahren (Junioren)

2023
- Gesamtwertung, zwei Etappen und Punktewertung Carpathian Couriers Race
- Gesamtwertung Orlen Nations Grand Prix

2024
- Gesamtwertung und eine Etappe Sharjah Tour
- Giro del Belvedere
- Slowenischer Meister – Einzelzeitfahren (U23)

### Bahn
2021
- Slowenischer Meister – Mannschaftsverfolgung (mit David Per, Boštjan Murn und Kristjan Hočevar)